# Wolfgang Weidlich (Physiker)
Wolfgang Weidlich (* 14. April 1931 in Dresden; † 21. September 2015 in Stuttgart) war ein deutscher theoretischer Physiker und ein Pionier der Soziophysik.
Weidlich besuchte das Kreuz-Gymnasium in Dresden (Abitur 1949) und war Mitglied des Kreuzchors. Danach studierte er Physik und Mathematik an der TU Berlin und der FU Berlin mit dem Diplom-Abschluss 1955 und der Promotion bei Günther Ludwig 1957. Danach war er Assistent am Institut für Theoretische Physik der FU Berlin und in Erlangen und habilitierte sich 1963 an der FU Berlin über relativistische Quantenfeldtheorie. 1963 wurde er Dozent und 1966 ordentlicher Professor für Theoretische Physik an der Universität Stuttgart. 1999 emeritierte er, hielt aber weiter Vorlesungen (zum Beispiel von 2002 bis 2015 die Vorlesung Physik für Geistes- und Sozialwissenschaftler). Er war Direktor des II. Instituts für Theoretische Physik in Stuttgart und 1979 bis 1981 Prorektor für Lehre der Universität. Er war dreimal Dekan des Fachbereichs Physik.
Weidlich befasste sich Ende der 1960er Jahre mit der Physik von Lasern als quantenmechanischen Nichtgleichgewichtssystemen, womit sich auch Hermann Haken um dieselbe Zeit in Stuttgart befasste, das zu einem Zentrum der Synergetik wurde. Er befasste sich damals auch mit dem quantenmechanischen Messprozess, teilweise mit seinem Doktoranden Fritz Haake, und mit Kernreaktionen. Weidlich wandte die in der Physik der Nichtgleichgewichtssysteme und statistischen Physik benutzten Methoden schon 1971 auch in der Soziologie an und baute das danach systematisch aus, sodass er zu einem der Hauptvertreter der Soziophysik wurde.
1985 wurde er Ehrendoktor der Universität Umeå in Schweden.
Weidlich verstarb ohne Erben.

## Schriften
- Thermodynamik und Statistische Mechanik, Wiesbaden, Akademische Verlagsanstalt 1976
- mit G. Haag: Concepts and Models of Quantitative Sociology, Springer Verlag 1983
- Physics and Social Science - the approach of Synergetics, Physics Reports, Band 204, 1991, S. 1–163
- Sociodynamics - a systematic approach to mathematical modeling in the social sciences, Gordon and Breach 2000, Taylor and Francis 2002, Reprint Dover 2006 (auch ins Russische und Japanische übersetzt)